# Греков, Александр Александрович
Алекса́ндр Алекса́ндрович Гре́ков (род. 6 мая 1985) — российский легкоатлет, специалист по толканию ядра. Выступал на профессиональном уровне в 2001—2013 годах, обладатель бронзовой медали чемпионата мира среди юниоров, бронзовый призёр чемпионата Европы среди молодёжи, победитель ряда крупных турниров международного и всероссийского значения, участник Всемирной Универсиады в Бангкоке. Представлял Смоленскую область и Москву.

## Биография
Александр Греков родился 6 мая 1985 года. Занимался лёгкой атлетикой в Смоленске.
Впервые заявил о себе на международном уровне в сезоне 2001 года, когда вошёл в состав российской сборной и выступил на юношеском мировом первенстве в Дебрецене, где в зачёте толкания ядра стал пятым.
В 2002 году толкал ядро в юниорской матчевой встрече со сборными Украины и Белоруссии в Минске, одержал победу на международном турнире в Белграде, выиграл бронзовую медаль на чемпионате России среди юниоров в Казани.
В 2003 году в той же дисциплине получил серебро на зимнем юниорском первенстве России в Волгограде, занял шестое место на юниорском европейском первенстве в Тампере.
В 2004 году выиграл юниорское первенство в Краснодаре, завоевал бронзовую награду на юниорском мировом первенстве в Гроссето. На чемпионате России среди юниоров в Чебоксарах установил юниорский рекорд страны — 20,28 метра.
В 2005 году стал пятым на турнире «Русская зима», показал 11-й результат на зимнем чемпионате России в Волгограде, выиграл зимнее молодёжное первенство России в Москве, взял бронзу на летнем молодёжном первенстве России в Туле, закрыл десятку сильнейших на всероссийских соревнованиях в Казани, занял 12-е место на взрослом чемпионате России в Туле.
В 2006 году стал серебряным призёром на зимнем молодёжном первенстве России в Саранске, был шестым на зимнем чемпионате России в Москве, девятым на летнем чемпионате России в Туле, десятым на Мемориале братьев Знаменских в Жуковском, вторым на молодёжных чемпионатах России в Казани и Латвии в Валмиере.
В 2007 году стал восьмым на зимнем чемпионате России в Волгограде, четвёртым на Кубке Европы по зимним метаниям в Ялте, третьим на Мемориале Знаменских в Жуковском, превзошёл всех соперников на молодёжном чемпионате России в Туле, взял бронзу на молодёжном европейском первенстве в Дебрецене. Будучи студентом, представлял страну на Всемирной Универсиаде в Бангкоке — в программе толкания ядра показал результат 18,94 метра, расположившись в итоговом протоколе соревнований на пятой строке.
В 2008 году был четвёртым на зимнем чемпионате России в Москве и шестым на летнем чемпионате России в Казани. На чемпионате Москвы выиграл серебряную медаль, установив при этом свой личный рекорд в толкании ядра — 19,87 метра.
В 2009 году получил серебро на зимнем чемпионате Москвы, стал шестым на зимнем чемпионате России в Москве и пятым на летнем чемпионате России в Чебоксарах.
В 2010 году занял четвёртое место на зимнем чемпионате России в Москве, седьмое место на Кубке Европы по зимним метаниям в Арле, тогда как на летнем чемпионате России в Саранске не показал никакого результата.
В 2013 году выступил в толкании ядра на чемпионате России в Москве и на этом завершил спортивную карьеру.